# Утевский сельсовет
У́тевский сельсовет (бел. Уцеўскі сельсавет) — административная единица на территории Добрушского района Гомельской области Республики Беларусь. Административный центр — агрогородок Уть.

## Состав
Утевский сельсовет включает 7 населённых пунктов:
- Антонов — посёлок
- Высокий Хутор — посёлок
- Гордуны — деревня
- Зарадвинье — посёлок
- Иванполье — посёлок
- Степь — посёлок
- Уть — агрогородок

## Население
Население сельсовета по переписи 2009 года (6 населённых пунктов) — 1498 человек, из них 95,5 % — белорусы, 3,0 % — русские, 0,9 % — украинцы; по переписи 2019 года (6 населённых пунктов) — 1207 человек.

## История
После второго укрупнения БССР с 8 декабря 1926 года сельсовет входил в состав Червонобудского района Гомельского округа БССР. С 4 августа 1927 года в составе Тереховского района.
После отмены округовой системы 26 июля 1930 года — в Тереховском районе БССР, с 20 февраля 1938 года — в Гомельской области. 
26 мая 1960 года в административное подчинение Тереховского поселкового совета переданы деревни Высокий Хутор и Прудовка. С 25 декабря 1962 года в составе Добрушского района. 8 декабря 1966 года к сельсовету присоединена часть упраздненного Гардуновского сельсовета (деревня Гордуны и поселок Иванполье).
На 1 января 1974 года в составе Утевского сельсовета находилось 6 населённых пунктов.
9 апреля 2023 года из состава Тереховского сельсовета в состав Утевского сельсовета включён населённый пункт Высокий Хутор.